# Jean-Paul Boëtius
Jean-Paul Boëtius (* 22. března 1994, Rotterdam, Nizozemsko) je nizozemský fotbalový záložník a reprezentant, který v současnosti působí v klubu FC Basilej. Hraje většinou na křídle.
Jeho bratrancem je fotbalista Urby Emanuelson.

## Klubová kariéra
Profesionální fotbalovou kariéru zahájil ve Feyenoordu v roce 2012 pod trenérem Ronaldem Koemanem. V roce 2015 přestoupil do švýcarského popředního klubu FC Basilej.

## Reprezentační kariéra
Boëtius byl členem nizozemských mládežnických výběrů od kategorie U17.
V A-týmu Nizozemska (tzv. Oranje) debutoval pod trenérem Louisem van Gaalem 5. 3. 2014 na Stade de France proti domácí Francii (porážka 0:2).